# Пролески (Киевская область)

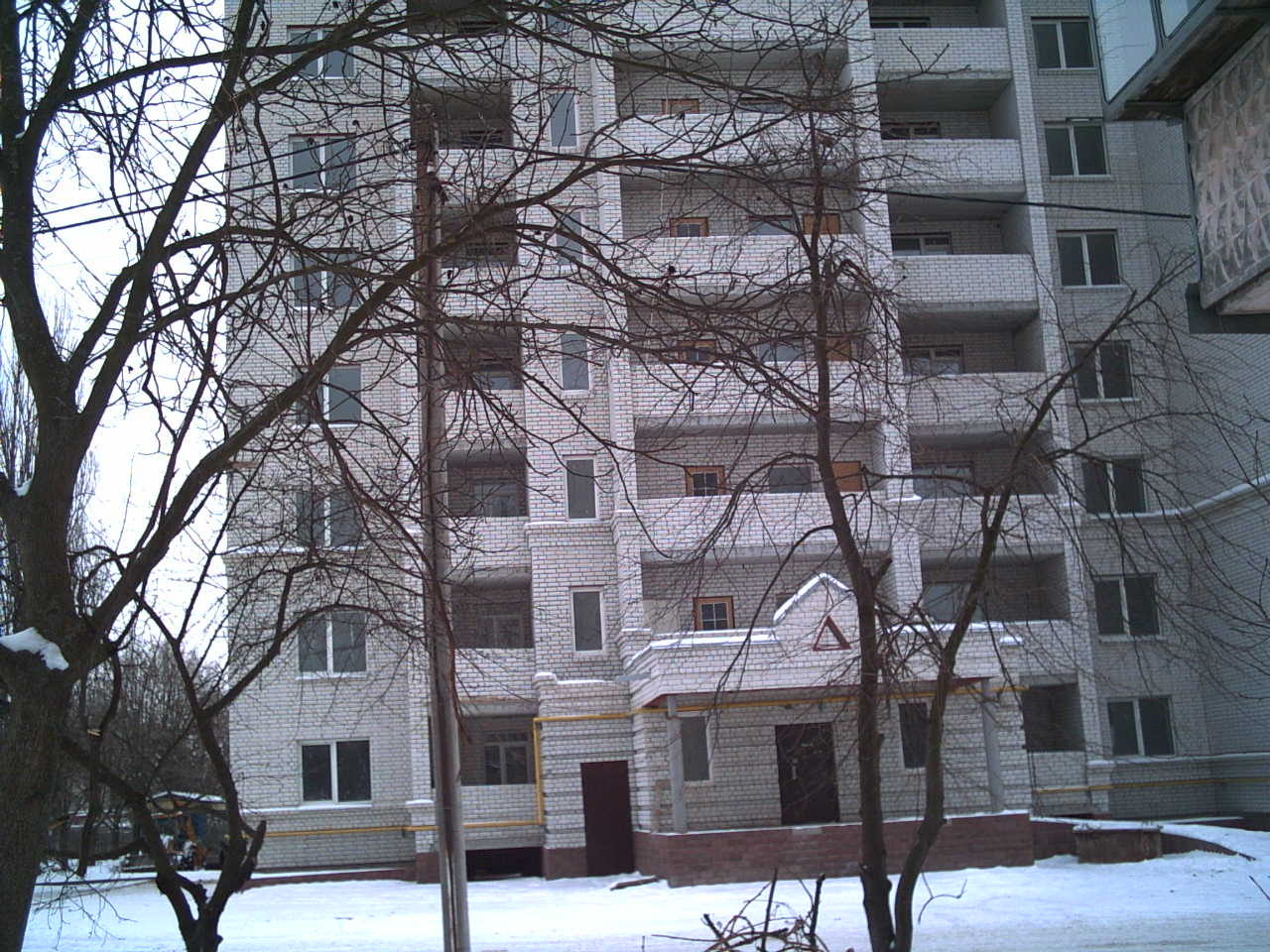
Дом в Пролесках

Пролески (укр. Проліски) — село в Бориспольском районе, Киевской области Украины. Находится вблизи восточной окраины Киева.
Название села происходит от украинского слова «пролісок».
Население по переписи 2001 года — 1844 человека. Население на 1 января 2010 года — 1852 человека.

## Местный совет
Село Пролески подчинено Счастливскому сельскому совету. Местный совет находится в соседнем селе Счастливое, расположенном на противоположной стороне Бориспольского шоссе, которое связывает Киев и Международный аэропорт «Борисполь».
Адрес местного совета: 08325, Киевская обл, Бориспольский р-н, с. Счастливое, ул. Л. Украинки, 12; тел. 3-56-46.

## Экономика
Закрытое акционерное общество «Бориспольский автозавод», ПриватЛизинг, компания (ПриватБанк) и АМАКО (American Machinery Company) расположены в Пролесках. К числу основных работодателей в Пролесках относятся также ОАО Днепронефтепродукт, несколько компаний таможенной службы, а также гипермаркет Fozzy.
Несколько крупных проектов были запланированы в районе этих посёлков в связи с Евро-2012, в том числе строительство нового бизнес-парка «Проліски» и Борисполь Плаза. Район является базой украинского футбольного клуба «Княжа». Новый генеральный план развития посёлков Пролески и Счастливое предусматривает рост населения до 14 200 человек.

## Религия
Недавно в Пролесках построена Церковь Всех Святых (Киевского Патриархата УПЦ).

## Транспорт
Железнодорожная станция Георгия Кирпы в Дарницком районе Киева находится в 1,5 км от Пролесков. Ближайшая станция метро — «Бориспольская» на Сырецко-Печерской линии Киевского метро, до неё можно добраться на маршрутке.